# İrfan Buz
İrfan Buz (* 15. April 1967 in Istanbul) ist ein ehemaliger türkisch-deutscher Fußballspieler und derzeitiger -trainer.

## Kindheit und Familie
Buz kam 1967 in der türkischen Metropole Istanbul auf die Welt und zog 1971 mit seiner Familie als Gastarbeiterfamilie nach Deutschland. Hier begann er als Neunjähriger in der Jugendabteilung des SV 04 Attendorn mit dem Vereinsfußball. Anschließend spielte er in den Nachwuchsabteilungen diverser anderer Vereine.

## Spielerkarriere
Buz spielte in Deutschland im Amateurbereich Fußball und wurde hier 1989 von den Talentscouts des Istanbuler Erstligisten Sarıyer SK gesichtet. Anschließend machten sie Buz das Angebot in Istanbul an einem mehrwöchigen Probetraining des Vereins teilnehmen zu können. Buz willigte ein und wurde nach zwei Wochen vom Cheftrainer Ahmet Suat Özyazıcı für gut genug befunden. So erhielt er 1989 seinen ersten Profivertrag. Da Sarıyer damals einen starken Kader hatte, in dem sich mehrere ehemalige bzw. aktuelle Nationalspieler befanden, kam Buz in zwei Jahren lediglich zu einem Erstligaeinsatz. Er befand sich aber zur erfolgreichsten Zeit der Vereinsgeschichte im Kader und erreichte mit seinem Verein in der Saison 1989/90 den fünften Tabellenplatz und in der nachfolgenden gar den vierten Tabellenplatz.

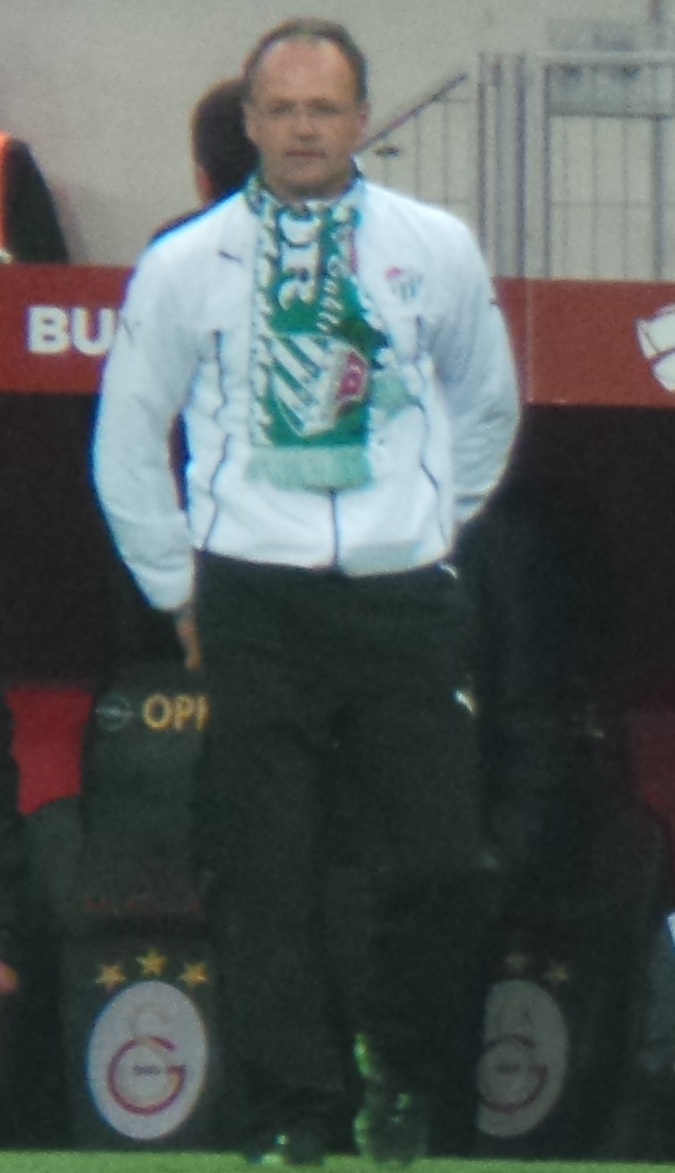
Buz als Trainer von Bursaspor

Nachdem er hier in zwei Jahren nur einen Ligaeinsatz absolviert hatte, verließ er im Sommer 1991 Sarıyer und wechselte zum Zweitligisten Vanspor. Bei diesem Verein fand er sich besser zurecht und spielte phasenweise als Stammspieler. Am Saisonende wechselte er erneut. Dieses Mal ging er zum Ligarivalen Sakaryaspor. Für diesen Verein spielte er in seiner ersten Spielzeit regelmäßig, sodass er bis zum Saisonende in 19 Ligaeinsätzen absolvierte. In der Saison 1993/94 wurde er im Mannschaftskader nicht mehr berücksichtigt, sodass er vom November 1993 bis zum Saisonende an den Istanbuler Drittligisten Maltepespor ausgeliehen wurde. Am Saisonende kehrte er zu Sakaryaspor zurück. Nachdem er bis zum Sommer 1995 in nur drei Spielen zum Einsatz gekommen war, wurde sein Vertrag nicht verlängert. Nach eigenen Aussagen wurde er dann mit dem Problem konfrontiert, im Laufe seiner Karriere seinen Militärdienst ableisten zu müssen. Da das aus seiner Sicht nicht förderlich für seine Karriere gewesen wäre, entschied er sich für eine Rückkehr nach Deutschland.
In Deutschland begann er, beim Barışspor Hackenberg als Spielertrainer zu arbeiten, und beendete nach drei Jahren seine Spielerkarriere.

## Trainerkarriere
Bei seiner letzten Spielerstation, bei Barışspor Hackenberg, arbeitete er drei Jahre lang bereits als Spielertrainer und betreute den Verein anschließend zwei Jahre lang noch als Cheftrainer.
Nachdem er Gefallen an der Trainertätigkeit gefunden hatte, erwarb er alle notwendigen Trainerlizenzen. Im September 2010 übernahm er die SpVg Olpe und trainierte diese bis zum Sommer 2013. Während dieser Zeit erhielt er im Sommer 2012 das Angebot, beim türkischen Erstligisten Samsunspor als Co-Trainer zu arbeiten. Dieses Angebot lehnte er aber ab. Nach seiner Tätigkeit bei der SpVg Olpe wurde er im Juli des gleichen Jahres beim FC Iserlohn 46/49 als Cheftrainer vorgestellt.
Mitte August bot ihm Christoph Daum an, ihm bei dessen Tätigkeit beim türkischen Erstligisten Bursaspor als Co-Trainer zu assistieren. Buz nahm das Angebot an und wechselte in die Türkei. Nach Daum im März 2014 bei Bursaspor entlassen worden war, übernahm Buz interimsweise den Cheftrainerposten. Im ersten Spiel in dieser Tätigkeit gelang ihm am 25. März 2014 im Pokalhalbfinale gegen Galatasaray Istanbul auswärts mit einem 2:2 ein erster Achtungserfolg. Am nächsten Tag wurde seitens Bursaspor bekanntgegeben, mindestens bis zum Saisonende mit Buz als Cheftrainer zusammenzuarbeiten. Nachdem Buz die Saison mit Bursaspor auf dem 8. Tabellenplatz beendet hatte, gab er seinen Abschied von Bursaspor bekannt.
Ende September 2014 übernahm er den Erstligisten Gençlerbirliği Ankara. Nach vier Liganiederlagen in Folge, die letzte davon gegen den von Michael Skibbe betreuten Verein Eskişehirspor, wurde Buz mit seinem gesamten Trainerstab Mitte Februar 2015 seitens der Vereinsführung entlassen.
Mitte Oktober 2015 übernahm er den türkischen Zweitligisten Yeni Malatyaspor und führte ihn am Saisonende souverän zum Klassenerhalt. Am Saisonende konnte sich die Vereinsführung mit ihm erst auf keine weitere Zusammenarbeit einigen und verkündete das Ende der Trainertätigkeit. Vor Saisonstart wurde dann eine weitere Zusammenarbeit bekanntgegeben. Buz' Mannschaft spielte von Saisonbeginn an um die Meisterschaft mit und wurde zu der Überraschungsmannschaft der Zweitligasaison 2016/17. Sein Team übernahm die Tabellenführung am dritten Spieltag und behielt sie mit zwei Unterbrechungen 25 Spieltage lang bis zum letzten Spieltag. Hier unterlag zwar Yeni Malatyaspor auswärts gegen den direkten Konkurrenten Sivasspor mit 0:4 und vergab so die Meisterschaft an diesen Klub, jedoch war der erste Erstligaaufstieg der Vereinshistorie gesichert. Trotz dieses bis dato größten Erfolges der Vereinsgeschichte entschied sich die Vereinsführung gegen eine weitere Zusammenarbeit mit Buz,  teilte ihm das lediglich telefonisch mit und stellte wenige Wochen nach dieser Trennung Ertuğrul Sağlam als neuen Trainer vor.

## Erfolge

### Als Spieler
Mit Sarıyer SK
- Vierter der Süper Lig: 1990/91
- Fünfter der Süper Lig: 1989/90

### Als Trainer
Mit Yeni Malatyaspor
- Vizemeister der TFF 1. Lig und Aufstieg in die Süper Lig: 2016/17